# Celastrina oreas
Celastrina oreas är en fjärilsart som beskrevs av John Henry Leech 1893. Celastrina oreas ingår i släktet Celastrina och familjen juvelvingar. Inga underarter finns listade i Catalogue of Life.